# مدل سیگنال کوچک
مدل‌سازی سیگنال کوچک (به انگلیسی: Small-signal modeling) یک فنّ تحلیل رایج در مهندسی الکترونیک است که برای تقریب رفتار مدارهای الکترونیکی حاوی افزاره‌های غیرخطی با معادلات خطی استفاده می‌شود. برای مدارهای الکترونیکی که در آنها سیگنال‌های AC (یعنی جریان‌ها و ولتاژهای متغیر با زمان در مدار) نسبت به جریان‌ها و ولتاژهای بایاس DC کوچک هستند، کاربرد دارد. یک مدل سیگنال کوچک یک مدار معادل AC است که در آن عناصر مدار غیرخطی با عناصر خطی جایگزین می‌شوند که مقادیر آنها با تقریب مرتبه اول (خطی) منحنی مشخصه آنها در نزدیکی نقطه بایاس داده می‌شود.

## نمای‌کلی
بسیاری از اجزای الکتریکی مورد استفاده در مدارهای الکتریکی ساده مانند مقاومت‌ها، سلف‌ها و خازن‌ها خطی هستند.مدارهای ساخته شده با این مولفه‌ها که مدارهای خطی، توسط معادلات دیفرانسیل خطی اداره می‌شوند و می‌توانند به راحتی با روش‌های قدرتمند حوزه فرکانس ریاضی مانند تبدیل لاپلاس حل شوند.
در مقابل، بسیاری از اجزای تشکیل دهنده مدارهای الکترونیکی، مانند دیودها، ترانزیستورها، مدارهای مجتمع و لامپ‌های خلاء غیرخطی هستند. که جریان از طریق آنها متناسب با ولتاژ نیستند و خروجی افزاره‌های دوقطبی مانند ترانزیستورها متناسب با ورودی آنها نیست. رابطه بین جریان و ولتاژ در آنها با یک منحنی روی یک نمودار، منحنی مشخصه آنها (منحنی I-V) ارائه می‌شود. به‌طور کلی این مدارها راه‌حل‌های ریاضی ساده‌ای ندارند. برای محاسبه جریان و ولتاژ در آنها به‌طور کلی نیاز به روش‌های گرافیکی یا شبیه‌سازی در رایانه با استفاده از برنامه‌های شبیه‌سازی مدارهای الکترونیکی مانند اسپایس است.
با این حال در برخی از مدارهای الکترونیکی مانند گیرنده‌های رادیویی، مخابرات، حسگرها، مدارهای ابزار دقیق و پردازش سیگنال، سیگنال‌های AC در مقایسه با ولتاژها و جریان‌های DC در مدار «کوچک» هستند. در اینها، نظریه پَریشیدگی می‌توان برای استخراج یک مدار معادل AC تقریبی که خطی است، استفاده کرد و به راحتی رفتار AC مدار را محاسبه کرد. در این مدارها یک جریان یا ولتاژ ثابت DC از منبع تغذیه، که بایاس نامیده می‌شود، به هر قطعه غیرخطی مانند ترانزیستور و لامپ خلاء اعمال می‌شود تا نقطه کار آن را تنظیم کند و جریان متناوب یا ولتاژ متناوب AC که نشان‌دهنده سیگنالی است که باید پردازش شود، به آن اضافه می‌شود. نقطه‌ای در نمودار منحنی مشخصه که نشان دهنده جریان بایاس و ولتاژ است، نقطه سکون (نقطه Q) نامیده می‌شود. در مدارهای فوق سیگنال AC در مقایسه با بایاس کوچک است، که نشان دهنده یک پریشیدگی کوچک ولتاژ یا جریان DC در مدار در مورد نقطه Q است. اگر منحنی مشخصه افزاره به اندازه کافی بر روی ناحیه اشغال شده توسط سیگنال، تخت باشد، با استفاده از بسط سری تیلور می‌توان تابع غیرخطی را نزدیک نقطه بایاس با مشتق جزئی مرتبه اول آن تقریب زد (این معادل تقریب منحنی مشخصه توسط یک خط مستقیم مماس بر آن در نقطه بایاس است). این مشتقات جزئی نشان‌دهنده ظرفیت، مقاومت، اندوکتانس و بهره جزءبه‌جزء است که توسط سیگنال مشاهده می‌شود، و می‌توانند برای ایجاد یک مدار معادل خطی که پاسخ مدار واقعی را به یک سیگنال AC کوچک می‌دهد، استفاده شوند. این مدل «مدل سیگنال کوچک» نامیده می‌شود.
مدل سیگنال کوچک به جریان‌های بایاس DC و ولتاژ در مدار (نقطه Q) وابسته است. تغییر بایاس نقطه کار را روی منحنی‌ها به سمت بالا یا پایین حرکت می‌دهد، بنابراین مقاومت AC سیگنال کوچک معادل، بهره و غیره که توسط سیگنال مشاهده می‌شود تغییر می‌کند.
هر قطعه غیرخطی که ویژگی‌های آن با یک منحنی پیوسته، تک‌مقداری، هموار (مشتق‌پذیر) داده می‌شود، می‌تواند توسط یک مدل خطی سیگنال کوچک تقریب شود. مدل‌های سیگنال کوچک برای لامپ‌های الکترونی، دیودها، ترانزیستورهای اثرمیدانی (FET) و ترانزیستورهای دوقطبی، به‌ویژه مدل هایبرید-پای و شبکه‌های دوقطبی مختلف وجود دارد. سازندگان اغلب مشخصه‌های سیگنال کوچک چنین اجزایی را در مقادیر بایاس «نمونه» در برگه‌های داده خود فهرست می‌کنند.

## نماد متغیر
- کمیت‌های DC (همچنین به عنوان بایاس شناخته می‌شوند)، مقادیر ثابت نسبت به زمان، با حروف بزرگ با زیرنویس‌های بزرگ نشان داده می‌شوند. به عنوان مثال، ولتاژ بایاس ورودی DC یک ترانزیستور نشان داده می‌شود {\displaystyle V_{\mathrm {IN} }} . مثلاً ممکن است یکی بگوید {\displaystyle V_{\mathrm {IN} }=5} .
- کمیت‌های سیگنال کوچک، که دارای مقدار متوسط صفر هستند، با حروف کوچک با زیرنویس‌های کوچک نشان داده می‌شوند. سیگنال‌های کوچکی که معمولاً برای مدل‌سازی استفاده می‌شوند، سیگنال‌های سینوسی یا «AC» هستند. به عنوان مثال، سیگنال ورودی یک ترانزیستور به صورت نشان داده می‌شود {\displaystyle v_{\mathrm {in} }} . مثلاً ممکن است یکی بگوید {\displaystyle v_{\mathrm {in} }(t)=0.2\cos(2\pi t)} .
- مجموع کمیت‌ها، با ترکیب کمیت‌های سیگنال کوچک و سیگنال بزرگ، با استفاده از حروف کوچک و زیرنویس‌های بزرگ مشخص می‌شوند. به عنوان مثال، کل ولتاژ ورودی به ترانزیستور یادشده به صورت {\displaystyle v_{\mathrm {IN} }(t)} نشان داده می‌شود. سپس مدل سیگنال کوچک از سیگنال کلی مجموع مولفه DC و جزء سیگنال کوچک از سیگنال کلی است، یا در نماد جبری، {\displaystyle v_{\mathrm {IN} }(t)=V_{\mathrm {IN} }+v_{\mathrm {in} }(t)} . به عنوان مثال، {\displaystyle v_{\mathrm {IN} }(t)=5+0.2\cos(2\pi t)}

## دیودهای پیوندی پی‌اِن
معادله شاکلی (سیگنال بزرگ) برای یک دیود را می‌توان در مورد نقطه بایاس یا نقطه سکون (که گاهی به آن نقطه Q می‌گویند) خطی کرد تا رسانایی سیگنال کوچک، ظرفیت و مقاومت دیود را پیدا کند. این رویه با جزئیات بیشتر در مدل‌سازی دیودی#مدل‌سازی سیگنال کوچک توضیح داده شده است که نمونه‌ای از روش خطی‌سازی دنبال شده در مدل‌های سیگنال کوچک افزاره‌های نیم‌رسانا را ارائه می‌دهد.

## تفاوت بین سیگنال کوچک و سیگنال بزرگ
سیگنال بزرگ هر سیگنالی است که اندازهٔ کافی برای آشکارکردن رفتار غیرخطیِ مدار داشته باشد. این سیگنال ممکن است یک سیگنال DC یا یک سیگنال AC یا در واقع هر سیگنالی باشد. اینکه یک سیگنال باید چقدر بزرگ باشد (از نظر بزرگی) قبل از اینکه سیگنال بزرگ در نظر گرفته شود به مدار و زمینه‌ای که سیگنال در آن استفاده می‌شود بستگی دارد. در برخی از مدارهای بسیار غیرخطی عملاً همه سیگنال‌ها باید به عنوان سیگنال‌های بزرگ در نظر گرفته شوند.
سیگنال کوچک بخشی از مدل سیگنال بزرگ است. برای جلوگیری از سردرگمی، توجه داشته باشید که چیزی به نام سیگنال کوچک (بخشی از یک مدل) و مدل سیگنال‌کوچک (یک مدل از سیگنال بزرگ) وجود دارد.
یک مدل سیگنال کوچک از یک سیگنال کوچک (با مقدار متوسط صفر، به عنوان مثال یک سینوسی، اما هر سیگنال AC می‌توان استفاده کرد) تشکیل شده است که بر روی یک سیگنال بایاس (یا روی سیگنال ثابت DC سوارشده) قرار گرفته است، به طوری که مجموع سیگنال کوچک به اضافه سیگنال بایاس، سیگنال کل را می‌دهد که دقیقاً برابر با سیگنال اصلی (بزرگ) است. این تفکیک سیگنال به دو جزء اجازه می‌دهد تا از فنّ برهم‌نهی برای ساده‌سازی بیشتر تحلیل استفاده شود. (اگر برهم‌نهی در زمینه اعمال شود)
در تحلیل سهم سیگنال کوچک به مدار، اجزای غیرخطی، که اجزای DC هستند، به‌طور جداگانه با در نظر گرفتن غیرخطی بودن تحلیل می‌شوند.